# Maltezi, Ialomița
Maltezi este un sat în comuna Stelnica din județul Ialomița, Muntenia, România.